# Medeniýet Şahberdiýewa
Medeniýet Şahberdiýewa (in russo Майя Медениет Шахбердыева?, Majja Medeniet Šachberdyeva; Kerki, 23 febbraio 1930 – Aşgabat, 3 gennaio 2018) è stata un soprano turkmeno, fino al 1991 sovietico.

## Biografia
Nata ad Kerki, nella RSS turkmena, Shahberdiyeva si diplomò al conservatorio di Mosca nel 1956. Soprano di coloratura, cominciò nel 1962 a prendere lezioni a Kiev. In seguito, ottenne numerosi ruoli in importanti opere liriche: la fanciulla delle nevi nell'opera di Nikolaj Andreevič Rimskij-Korsakov; Marfa ne La fidanzata dello zar sempre di Rimskij-Korsakov; Rosina ne Il barbiere di Siviglia di Gioachino Rossini; Violetta ne La traviata di Giuseppe Verdi; Lakmé nell'omonima opera di Léo Delibes.
Nel 1975 è diventata istruttrice nell'Istituto d'Arti di Aşgabat e lo stesso anno è stata insignita del titolo di Artista del popolo dell'Unione Sovietica. Nel 2008 è uscito un documentario su di lei.